# Балашейка (Самарская область)
Балашейка — посёлок городского типа в Сызранском районе Самарской области России. Образует городское поселение Балашейка.

## География
Расстояние до административного центра района города Сызрани 31 км.
Через посёлок протекает река Балашейка.
Между Старой Балашейкой и основной частью населённого пункта есть Балашейский пруд.

## История
По некоторым данным населённый пункт основан в 1720—1730 годах отрядом казаков. Другие источники началом истории села указывают 1889 год, когда на этом месте обосновались крестьяне — выходцы из села Жемковка, что мало вероятно, так как на этом месте было уже поселение.
При покупки земли Бестужевыми из села Репьёвка, деревня стала называться Малая Репьёвка.
В 1780 году, при создании Симбирского наместничества деревня Малая Репьёвка, при речке Балашейке, помещиковых крестьян, вошло в Сызранский уезд.
Когда эта деревня была продана, в первой половине XIX века, то она стала называться Ратовка.
В 1851 году, деревня Малая Репьёвка (Ратовка), вошла в состав 1-го стана Сызранского уезда Симбирской губернии, в которой жило в 81 дворе 483 жителя.
В 1875 году прихожанами был построен деревянный храм в честь Преображения Господня.
В 1913 году в селе Ратовка (Малая Репьёвка) в 104 дворах жило 1079 человек, имелась церковь и школа. Рядом же находился «Посёлок, на земле. бывшей Казаковой».
Сам посёлок образовался в результате строительства Московско-Казанской железной дороги, которое началось в 1895 году, как железнодорожная станция «Балашейка», для заправки паровозов водой. Для этого у помещицы Балашовой, жены губернского землемера Балашова, был выкуплен большой участок земли на границе Симбирской и Самарской губерний, участок находился в Симбирской губернии. Позже этот участок перешёл в подчинение Самарской губернии.
Постепенно около станции стал расти посёлок, а на противоположной стороне ж/д путей: село Ратовка, деревня Обуховка и деревня Ушаковка были объединены в один посёлок — Старая Балашейка. Сейчас она входит в состав пгт Балашейка.
Статус посёлка городского типа — с 1989 года.

## Балашейские пески
В 1941 году геолог конторы «Форморазведка» Е. А. Жидкова, обследовавшая местность вдоль железной дороги Москва — Куйбышев в районе ст. Балашейка, обратила внимание на огромный холм, возвышающийся над равниной. Местные жители его так и называли — «Балашейский бугор». При более тщательном обследовании оказалось, что он практически весь состоит из кварцевых песков.
В 1949 году была произведена доразведка Балашейского месторождения, которая показала, что полезная толща представлена тремя горизонтами песков: сверху — глинистые, средние — кварцевые среднезернистые пески, а внизу -крупнозернистые. А между средним и нижним горизонтами был обнаружен промежуточный горизонт слабоглинистых песков.

## Население
| 2002  | 2010  | 2012  | 2013  | 2014  | 2015  | 2016  |
| ----- | ----- | ----- | ----- | ----- | ----- | ----- |
| 3104  | ↘2930 | ↗2936 | ↘2913 | ↘2863 | ↗2867 | ↘2832 |
| 2017  | 2018  | 2019  | 2020  | 2021  |       |       |
| ↘2786 | ↘2748 | ↘2708 | ↘2647 | ↘2614 |       |       |

## Экономика
Около посёлка находится месторождение кварцевого песка, используемого в строительстве и литейном производстве для изготовления форм.
Управление лесами около посёлка осуществляет Балашейское лесничество Рачейского лесхоза.
Также в Балашейке есть железнодорожная станция .

## Религия
В посёлке есть православный храм в честь Святителя Николая Чудотворца. Строительство храма началось в 2015 году, открытие состоялось 13 августа 2022 года.

## Достопримечательности
На территории посёлка Балашейка выбивает несколько родников, дающих начало ручьям питающих реку Балашейка. «Святой родник» расположен между «Старой Балашейкой» и центром Балашейки.
Также там есть парк, мемориал ВОВ и две церкви.

## Образование
В Балашейке есть школа, детский сад, библиотека и дом культуры.